# Swen Swenson
Swen Swenson (ur. 23 stycznia 1932, zm. 23 czerwca 1993) – broadwayowski tancerz, wokalista i aktor.
Uczył się baletu klasycznego w The School of American Ballet (SAB) w Nowym Jorku, a także pobierał lekcje aktorstwa u Miry Rostovej (znanej jako nauczycielki takich aktorów, jak Montgomery Clift, Armand Assante, Peter Gallagher i Jessica Lange).
W 1963 roku był nominowany do nagrody Tony w kategorii najlepszy aktor drugoplanowy za rolę w musicalu Little Me. Występował także w innych broadwayowskich przedsięwzięciach, w tym w musicalach Wildcat (u boku Lucille Ball), Annie, I Remember Mama, No, No, Nanette oraz w revivalu Can-Cana z 1981 roku. Pojawiał się w filmach (What’s the Matter with Helen?) oraz w telewizji (Ed Sullivan Show, Your Show of Shows).
Był gejem. Zmarł w wieku sześćdziesięciu jeden lat w wyniku powikłań związanych z AIDS.